# ヤスミン・クルティッチ
ヤスミン・クルティッチ（Jasmin Kurtić, 1989年1月10日 - ）は、ユーゴスラビア（現スロベニア）・チュルノメリ出身のスロベニア代表サッカー選手。FCズュートティロール所属。ポジションはミッドフィールダー。

## 経歴
2010年12月にUSチッタ・ディ・パレルモと4年半契約を結び、イタリアに渡る。パレルモにとってはヨシップ・イリチッチ、アルミン・バチノヴィッチ、シニシャ・アンジェルコヴィッチに続くこのシーズン4人目のスロベニア人プレーヤー獲得となった。カップ戦でのデビュー後、2月13日のACFフィオレンティーナ戦でセリエA初出場を果たすが、このシーズンは4試合の出場に終わり、出場機会を得るため翌シーズンは2部ASヴァレーゼ1910へレンタル移籍した。
ヴァレーゼでロランド・マラン監督によってトップ下から中盤へコンバートされると攻守共に成長を見せクラブの上位進出に貢献。プレーオフの末にセリエA昇格を逃したが、自身にとって大きな収穫となった。シーズン終了後にパレルモに復帰した。しかしパレルモでは期待されたほどのパフォーマンスを発揮できず、クラブも降格。シーズン終了後に共同保有でUSサッスオーロ・カルチョに移籍した。
2015年6月25日、アタランタBCに4年契約で移籍した。
2018年1月11日にS.P.A.L.と3年半の契約を締結した。リーグ後半戦でレギュラーとしてプレーしクラブのセリエA残留に貢献、シーズン終了後に買い取り義務が履行され完全移籍となった。
2020年1月10日、パルマ・カルチョ1913へのレンタル移籍が発表された。シーズン終了後にパルマ・カルチョ1913は買い取り義務を履行、3年契約を結んだ。
2021年7月18日、PAOKに2年契約でレンタル移籍した。
2023年8月8日、ルーマニア1部のCSウニヴェルシタテア・クラヨーヴァに1年契約で移籍した

## 代表歴
スロベニア代表として2012年5月26日、ギリシャ代表との親善試合でA代表デビュー。この試合で直接フリーキックを決め、初得点も記録した。
UEFA EURO 2024に選出